# Sudice (Třebíči járás)
Sudice település Csehországban, a Třebíči járásban. Sudice Lukovany, Ketkovice, Kuroslepy, Březník, Lesní Jakubov, Kralice nad Oslavou és Rapotice településekkel határos. Lakosainak száma 346 fő (2024. január 1.).

## Népesség
A település lakosságának változását az alábbi diagram mutatja:
| Lakosok száma | 359  | 388  | 565  | 543  | 425  | 327  | 355  | 349  | 352  | 346  |
|               | 1869 | 1890 | 1921 | 1950 | 1980 | 2001 | 2017 | 2019 | 2022 | 2024 |